# Чезате
Чеза̀те (на италиански: Cesate, на западноломбардски: Cesà, Чеза) е град и община в Северна Италия, провинция Милано, регион Ломбардия. Разположен е на 192 m надморска височина. Населението на общината е 13 829 души (към 2013 г.).